# Proagonistes lampyroides
Proagonistes lampyroides là một loài ruồi trong họ Asilidae. Proagonistes lampyroides được Oldroyd miêu tả năm 1970. Loài này phân bố ở vùng nhiệt đới châu Phi.